# Chiesa episcopale di Sant'Uriele Arcangelo
La chiesa episcopale di Sant'Uriele Arcangelo (in inglese Saint Uriel's Episcopal Church o Church of Saint Uriel the Archangel) è un luogo di culto della Chiesa episcopale degli Stati Uniti d'America sito nel borough di Sea Girt, nella contea di Monmouth, New Jersey. La chiesa è un membro operativo della Comunione anglicana e aderisce alle tradizioni cattolica e ortodossa dell'anglicanesimo, vale a dire, un seguace dell'anglo-cattolicesimo, che è simile alla High Church.
È una delle tre chiese negli Stati Uniti dedicate a Sant'Uriele Arcangelo, le altre sono la chiesa ortodossa tewahedo eritrea di Sant'Uriele Arcangelo in Elmwood Place, Ohio, e la chiesa presbiteriana di Uriele in Chester, Carolina del Sud.